# Flandre Air
Flandre Air war eine französische Regionalfluggesellschaft mit Sitz in Lesquin, welche im Jahr 2001 mit Regional Airlines und Proteus Airlines zur  Régional Compagnie Aérienne Européenne fusionierte.

## Geschichte
Flandre Air wurde im Jahr 1977 als Charterfluggesellschaft gegründet. Im Jahr 1985 wurde der Linienbetrieb zwischen Lille und Metz aufgenommen. Im Jahr 1998 unterzeichnete Flandre Air einen Franchisevertrag mit Air Liberté, welcher 1999 in Kraft trat. Am 1. April 2001 schlossen sich dann letztendlich Flandre Air, Regional Air und Proteus Airlines zur  Régional Compagnie Aérienne Européenne zusammen.

## Flotte
Flandre Air betrieb unter anderem folgende Flugzeugtypen:

### Flotte bei Betriebseinstellung
- Embraer EMB 120
- Embraer ERJ 135

### Zuvor eingesetzte Flugzeuge
- Beechcraft Baron
- Beechcraft 1900D
- Beechcraft King Air 90
- Beechcraft King Air 100
- Cessna 210
- Piper PA-31-350 Navajo Chieftain